# Stati del Sacro Romano Impero

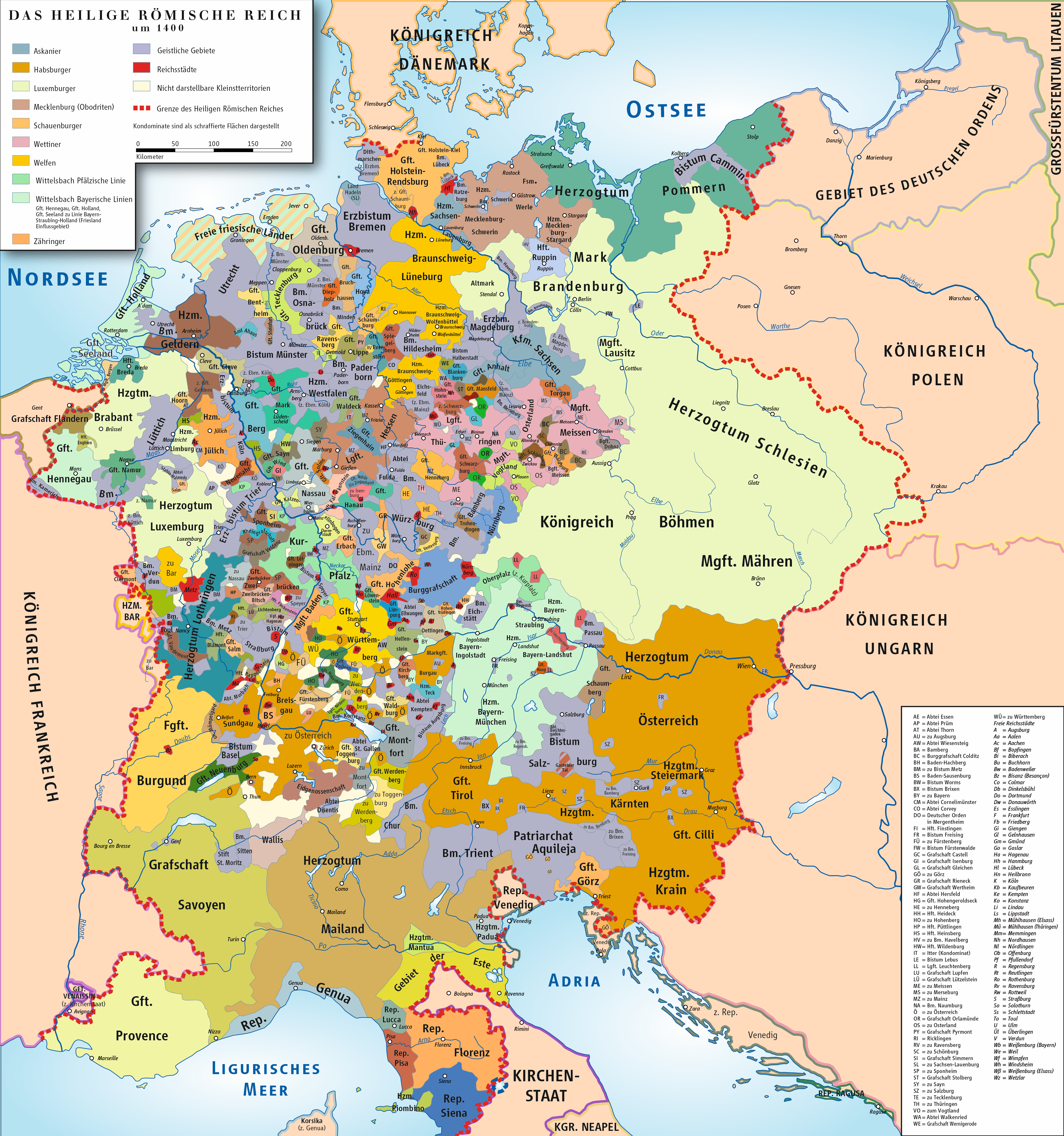
Il Sacro Romano Impero e gli Stati che lo componevano nel XV secolo

Questa lista degli Stati del Sacro Romano Impero raccoglie, entro i limiti del possibile, tutti gli Stati appartenuti al Sacro Romano Impero dalla sua fondazione alla dissoluzione definitiva nei primi dell'Ottocento, continuando poi nell'Impero tedesco e sino alla proclamazione della Repubblica di Weimar nel 1918.
L'elenco include ogni territorio governato da un'autorità a cui era stata concessa l'immediatezza imperiale, oltre a molte entità feudali come signorie o feudi allodiali minori. 
Il Sacro Romano Impero era un'entità politica e territoriale complessa che esistette dal periodo altomedievale in Europa ed i suoi territori erano governati complessivamente da un imperatore. Gli stati che componevano l'impero, pur facendo parte di un'unica entità territoriale formale (detta Landeshoheit) che garantiva loro la sovranità ed i relativi attributi, non furono mai degli stati pienamente sovrani come li intendiamo noi oggi. Nel XVIII secolo, il Sacro Romano Impero era composto da circa 1800 di questi territori, la maggioranza piccoli stati nelle mani di famiglie della nobiltà tedesca.

## Parole chiave
- La colonna "Circolo" mostra il Circolo (Reichskreis) a cui lo Stato apparteneva nel Sacro Romano Impero, secondo la ripartizione territoriale risalente al XVI secolo.
- La colonna "Seggio" mostra come lo Stato era rappresentato nel Parlamento dell'Impero (Reichstag).

Nella colonna "Circolo", il simbolo "n/a" denota che lo Stato è stato creato prima della Reichsreform.
Altre abbreviazioni talvolta usate nella lista sono:
| Arc.  | Arcivescovato                                                                           |
| Vesc. | Vescovato                                                                               |
| Co.   | Contea (alle volte indicato come Contado)                                               |
| D.    | Ducato                                                                                  |
| Lan.  | Langraviato                                                                             |
| Marg. | Margraviato                                                                             |
| Pr.   | Principato                                                                              |
| RA    | Reichsabtei (Abbazia Imperiale, un monastero che ha aderito alla Reichsunmittelbarkeit) |

## Definizione dei termini
- Abbazia Imperiale: una Reichsabtei, letteralmente Abbazia Imperiale o Abbazia dell'Impero, era un abate alla cui abbazia è stata garantita dal Sacro Romano Impero lo status di Reichsabtei (o Reichskloster), letteralmente Abbazia Imperiale (o Monastero), a significare che egli ha aderito al Reichsunmittelbarkeit, come una Città Imperiale, rendendolo principe della chiesa, con il rango di Principe dell'Impero, come Principe-Vescovo.

- Circolo Imperiale: un Circolo Imperiale, o Circolo Imperiale (in tedesco Reichskreis, plurale Reichskreise) era una regione che raggruppava una serie di stati del Sacro Romano Impero, create inizialmente per la comune difesa e per la raccolta delle tasse, ma anche poi come riorganizzazione per il Reichstag (Parlamento Imperiale).

- Parlamento Imperiale Reichstag: il Reichstag fu il parlamento del Sacro Romano Impero, della Confederazione Germanica del Nord e della Germania stessa sino al 1945.

- Stato Imperiale: uno Stato Imperiale (tedesco: Reichsstand, plurale: Reichsstände) fu un'entità del Sacro Romano Impero con la possibilità di voto nel Reichstag. Molti stati non avevano sede nell'Impero, mentre molti erano (Come gli Uscieri Ereditari) membri non votanti; venivano qualificati come Stati dell'Impero.

- Città libera dell'Impero: nel Sacro Romano Impero, una libera città imperiale (tedesco: freie Reichsstadt) era una città dipendente formalmente esclusivamente dall'Imperatore — al contrario della maggior parte delle città dell'impero, governate ciascuna da un diverso principe (Fürsten) dell'Impero, come duchi o principi-vescovi. Le città libere erano inoltre indipendenti nelle loro rappresentanze al Reichstag del Sacro Romano Impero.

- Feudo Imperiale Reichsfreiheit: il Reichsfreiheit o Reichsunmittelbarkeit (aggettivi reichsfrei, reichsunmittelbar) era uno Stato politico o feudale privilegiato in forma di feudo dello Stato, come città, entità religiosa o principato feudale di una signoria minore che fa parte del Sacro Romano Impero. In pratica era una città feudale, un'abbazia o un territorio sotto il diretto controllo dell'autorita del Sacro Romano Impero e del parlamento Imperiale, senza il governo di alcun intermediario. I vantaggi consistevano nel fatto che le regioni del reichsfrei avevano il diritto di raccogliere le tasse e trattenere dei diritti di giurisdizione (incluso il Blutgericht, "Alta" giustizia che comprendeva la pena capitale). Difatti il Reichsfreiheit corrispondente ad uno Stato autonomo semi-indipendente.

- Riforma Imperiale: nel 1495, venne firmato un concordato a Worms per dare una nuova struttura al disgregato parlamento del Sacro Romano Impero, comunemente indicato come Riforma Imperiale (in tedesco: Reichsreform).

- Annessione: Definitiva annessione di una monarchia da parte di un'altra monarchia di modo che il secondo ottenga integralmente i titoli nobiliari del primo, e talvolta gli stessi poteri.

- Principe dell'Impero: un Principe dell'Impero è un qualsiasi Principe regnante il cui territorio è compreso nel Sacro Romano Impero (non solo nei paesi a maggioranza linguistica tedesca, ma anche in molti altri paesi di confine e in regioni esterne all'Impero stesso) uniti dalla possibilità di votare (o da una collettiva unità di voto, come la Grafenbank) nel Parlamento Imperiale (Reichstag).

- Principe-abate: un Principe-Abate è un ecclesiastico nominato principe della chiesa (come un Principe-Vescovo) nel senso di signore temporale di un'entità feudale ex-officio, conosciuta come Principato Abbaziale o Abbazia Principesca, in un'area a cui fa capo un'abbazia. L'abbazia designata poteva essere un convento o un monastero. Proprio a causa di questo, il titolo di Principe-Abate era uno dei rari casi in cui il governo poteva essere affidato anche alle donne, con il titolo di Principessa-Badessa. In molti casi erano principi del Sacro Romano Impero del Reichsabtei in o nelle vicinanze della Germania, con seggio nel Reichstag (Parlamento dell'Impero).

- Principe-Vescovo: un Principe-Vescovo è un vescovo che è un principe territoriale della chiesa e reggente di uno dei principati secolari, normalmente titoli nobiliari preesistenti affidati ad alti prelati. Se la sede era un arcivescovato, il termine corretto è quello di Principe-Arcivescovo; l'equivalente nel clero regolare è il titolo di Principe-Abate.

- Principe-Elettore: il Principe-Elettore o Elettore Principesco o Principe Elettorale del Sacro Romano Impero (tedesco: sing. Kurfürst, pl. Kurfürsten) erano membri del collegio elettorale del Sacro Romano Impero, con la funzione di eleggere l'Imperatore del Sacro Romano Impero.

- Secolarizzazione: la secolarizzazione è un processo di trasformazione di uno Stato religioso in un'entità laica. In questo contesto ci si riferisce comunemente ai Principati Vescovili trasferiti sotto il controllo di laici.